# Saint-Julien-sur-Veyle
Saint-Julien-sur-Veyle es una comuna francesa del departamento de Ain, en la región de Auvernia-Ródano-Alpes.

## Demografía
| 462 | 440 | 434 | 511 | 522 | 527 | 632 | 752 |
| Para los censos de 1962 a 1999 la población legal corresponde a la población sin duplicidades (Fuente: INSEE [Consultar]) |     |     |     |     |     |     |     |